# همر(H.A.M.M.E.R)
همر (به انگلیسی .H.A.M.M.E.R) یک سازمان جاسوسی و اجرای قانون تخیلی در کتابهای کمیک آمریکایی منتشر شده توسط کمپانی مارول است. این سازمان توسط نورمن آزبورن تشکیل و هدایت می‌شود و در ماجرای «تهاجم مخفی» و ناکارآمدی شیلد(S.H.I.E.L.D) در برابر حمله اسکرول‌ها تشکیل و جایگزین آن شد. این سازمان سهم بزرگی در داستان‌های «سلطنت تاریک» مارول دارد که از ۲۰۰۸ تا ۲۰۱۰ ادامه داشت.
آنچه "H.A.M.M.E.R" مخفف آن است(اگر در واقع مخفف جمله ای باشد) هنوز مشخص نشده‌است. در انتقام جویان تاریک شماره ۱، آزبورن به ویکتوریا هند گفت که این چیزی است که واقعاً در مقابل آن ها ایستاده‌است، و وقتی او پرسید که نام سازمان چه معنایی دارد، و به او گفت که "این کار را برای او انجام می‌دهی". همچنین وقتی سین، توسط همر دستگیر می‌شود، می‌پرسد نام همر مخفف چه چیزی است، نماینده حاضر نیز می‌گوید این اطلاعات، طبقه‌بندی شده‌است و او اجازه فهمیدن آن را ندارد.

## تاریخچه

### تهاجم مخفی
در زمان تهاجم اسکرول‌ها، آژانس اصلی حفظ صلح زمین شیلد(SHIELD) بود، آن هم به رهبری تونی استارک مشهور به مرد آهنی. از آنجا که اسکرول‌ها به درون شیلد نفوذ کرده بودند، تصمیم بر این شد که SHIELD دیگر یک سازمان مؤثر نیست و شیلد هم منحل شد. بعدها تونی استارک مسئول کل حمله اسکرول‌ها شناخته شد. بعد از پایان تهاجم اسکرول‌ها و شکست خوردنشان، نورمن آزبورن دولت آمریکا را فریب داد تا به وی اجازه مدیریت و تشکیل سازمان جایگزینی برای شیلد به نام HAMMER داده شد.
به عنوان مدیر HAMMER، یکی از اولین اقدامات آزبورن صدور قرار بازداشت برای دستگیری مدیر سابق SHIELD یعنی تونی استارک و معاونش ماریا هیل بود. علاوه بر این، آزبورن خواستار دسترسی به پایگاه داده حاوی هویت هر قهرمان ثبت شده در قانون ثبت ابر انسان‌ها بود. تونی استارک برای جلوگیری از دستیابی آزبورن به چنین اطلاعات حیاتی، اقداماتی را برای پاک کردن تمام منابع شناخته شده حاوی این اطلاعات حساس از جمله ذهن خود انجام داد.

### سلطنت تاریک
هنگامی که استارک خود را به آزبورن تسلیم نکرد، نورمن تعداد زیادی از گروهان‌های همر را به تأسیسات صنایع استارک در سراسر جهان با دستور عمل دستگیری تونی استارک فرستاد. مأموران همر در تلاش برای یافتن استارک خسارت قابل ملاحظه ای به تأسیسات وارد کردند و اغلب با بی رحمی با کارکنان صنایع استارک برخورد می‌کردند.
اوزبورن در تلاش بود تا چهره هامر را برای عموم مردم خوشایندتر سازد، به همین دلیل انتقام جویان را دوباره سازماندهی کرد و صفوف خود را با اعضای تیم صاعقه پر کرد. تنها نگهبان و آرس دو عضو قبلی تیم باقی مانده بودند. همچنین خود آزبورن نیز زره مخصوص خود را پوشید و به عنوان میهن‌پرست آهنی شناخته شد.
در حین محاصره آسگارد، آزبورن مأمورین HAMMER را به همراه انتقام جویان تاریک و اعضای گروه ابتکار که در کنار هم می‌فرستد تا در حمله به آسگارد شرکت کنند. رئیس‌جمهور آمریکا به همراه اعضای شورای امنیت دستور می‌دهد تا تمام نیروهای نظامی موجود برای اعزام به بروکستون بسیج شوند و آزبورن و انتقام جویان تاریک را به جرم خیانت دستگیر کنند. او همچنین رئیس‌جمهور سپس تصمیم می‌گیرد اجازه دهد تا کاپیتان آمریکا با آزبورن معامله کند و در حالی که ارتش یکی از هلیکریر همر را سرنگون کردند، برای نیروهای نظامی هستند فرمانی برای برخورد جدی با همر صادر می‌کند.

### سقوط
پس از اینکه HAMMER رسماً منحل می‌شود، برخی از بازماندگان سازمان پس از شکست آزبورن سعی در سازماندهی مجدد خود دارند و برای هدایت خود آنها با ویکتوریا هند تماس می‌گیرند. فقط در نقش جدید خود به عنوان رابط SHIELD به او اجازه می‌دهند مکان خود را به انتقام جویان جدید اطلاع بدهد. انتقامجویان جدید نیز پس از دریافت مکان ویکتوریا هند، سوپریا را شکار کنند.

### از خود بترس
در خط داستانی "Fear Itrself" (از خود بترس)، آزبورن با قایق فرار می‌کند. سپس آزبورن کنترل HAMMER را پس می‌گیرد و مادام هیدرا، گورگون و برخی از نمایندگان AIM را به عنوان اعضای جدید به همر اضافه می‌کند. بعداً HAMMER با AIM و HYDRA متحد شد. وقتی نورمن آزبورن شکست خورد، سرانجام HAMMER با استفاده از اعضای باقیمانده برای تقویت هایدرا (HYDRA) منحل شد.

## سازمان‌های همکار

### شیلد
"ادارهٔ مداخله استراتژیک و لجستیک خطر جاسوسی" یا همان شیلد (سپر): به‌طور کلی به عنوان سازمان حفظ صلح اصلی زمین شناخته می‌شود و بیش‌تر در کنار قهرمانانی مثل انتقامجویان فعالیت دارد تا با سازمان‌های تروریستی و قدرتمند مانند هایدرا مقابله کنند. در حالی که نسخه مدرن شیلد بعد از جنگ جهانی دوم تشکیل شده‌است اما افراد کمی هستند که می‌دانند ریشه‌های این سازمان به هزاران سال قبل برمی‌گردد. حتی در دوران مصر باستان نیز بشریت یک سپر داشته تا از خودش در برابر خطراتی مثل گالاکتوس (Galactus) و نژاد برود (Brood) محافظت کند.

### SWORD
"دپارتمان نظارت و واکنش به دنیاهای دارای ادراک" یا همان "SWORD" سورد (شمشیر): به عنوان یک انشعاب مستقیم از شیلد، سورد مسئولیت بررسی خطرات فرازمینی را دارد در حالی که خواهر خوانده‌اش یعنی شیلد بر دشمنان درونی تمرکز می‌کند.

### آرمور
"سازمان نظارت و واکنش عملیاتی دنیاهای دگرگون شده" یا "آرمور" (زره): اگر سورد مسئول حفاظت در برابر خطرات سیارات دیگر باشد، وظیفه آرمور محافظت در برابر دیگر واقعیات و ابعاد است. این سازمان گمنام از ورود بیماری آخرالزمانی زامبی، مربوط به دنیای (مارول زامبی) به دنیای اصلی مارول جلوگیری کرده‌است.

### استرایک و اسپیر
"سازمان واکنش تاکتیکی ویژه برای ضرورت‌های کلیدی بین‌المللی" یا استرایک (ضربه) و اسپیر (نیزه):مارول هیچ وقت به‌طور دقیق مشخص نکرده‌است که آیا شیلد فقط توسط دولت ایالات متحده آمریکا حمایت مالی می‌شود یا توسط تمام اعضای شورای امنیت سازمان ملل متحد، به همین دلیل نیز گاهی اوقات بقیه کشورهای دنیا سازمان معادل شیلد خودشان را تشکیل می‌دهند. استرایک یک سازمان بریتانیایی است و اسپیر نیز به عنوان سازمانی چینی شناخته می‌شود.

## اعضای اصلی
- نورمن آزبورن -موسس و اولین مدیر سازمان HAMMER
- ویکتوریا هند - معاون آزبورن و بعداً رابط انتقام جویان جدید می‌شود.
- دیدر ونتورث - مدیر جدید HAMMER پس از زندانی شدن نورمن آزبورن.

## حضور در رسانه‌ها

### تلویزیون
در یکی از قسمت‌های سریال ماموران شیلد، تابلویی که می‌گوید همر (HAMMER) در صحنه ای ظاهر می‌شود که در آن فیل کولسون و اسکای در حال فرار از پایگاه تیتولار هستند.